# سیارک ۱۷۶۸
سیارک ۱۷۶۸ (به انگلیسی: 1768 Appenzella، نامگذاری:1965SA) هزار و هفتصد و شصت و هشتمین سیارک کشف شده‌است که در ۲۳ سپتامبر ۱۹۶۵ کشف شد.
قدر مطلق سیارک برابر ۱۲٫۷۰ است.